# Gesetz über die Anwendung unmittelbaren Zwanges und die Ausübung besonderer Befugnisse durch Soldaten der Bundeswehr und verbündeter Streitkräfte sowie zivile Wachpersonen

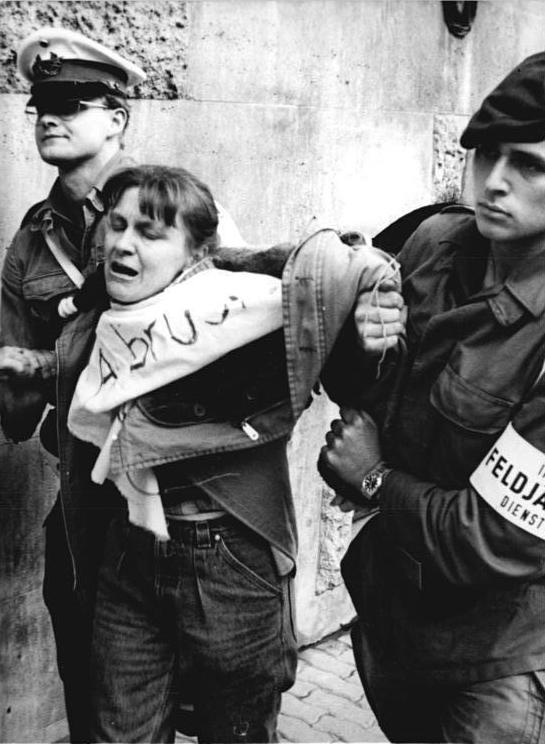
Anwendung unmittelbaren Zwangs durch Feldjäger gegen die Politikerin Christine Grabe, MdL.

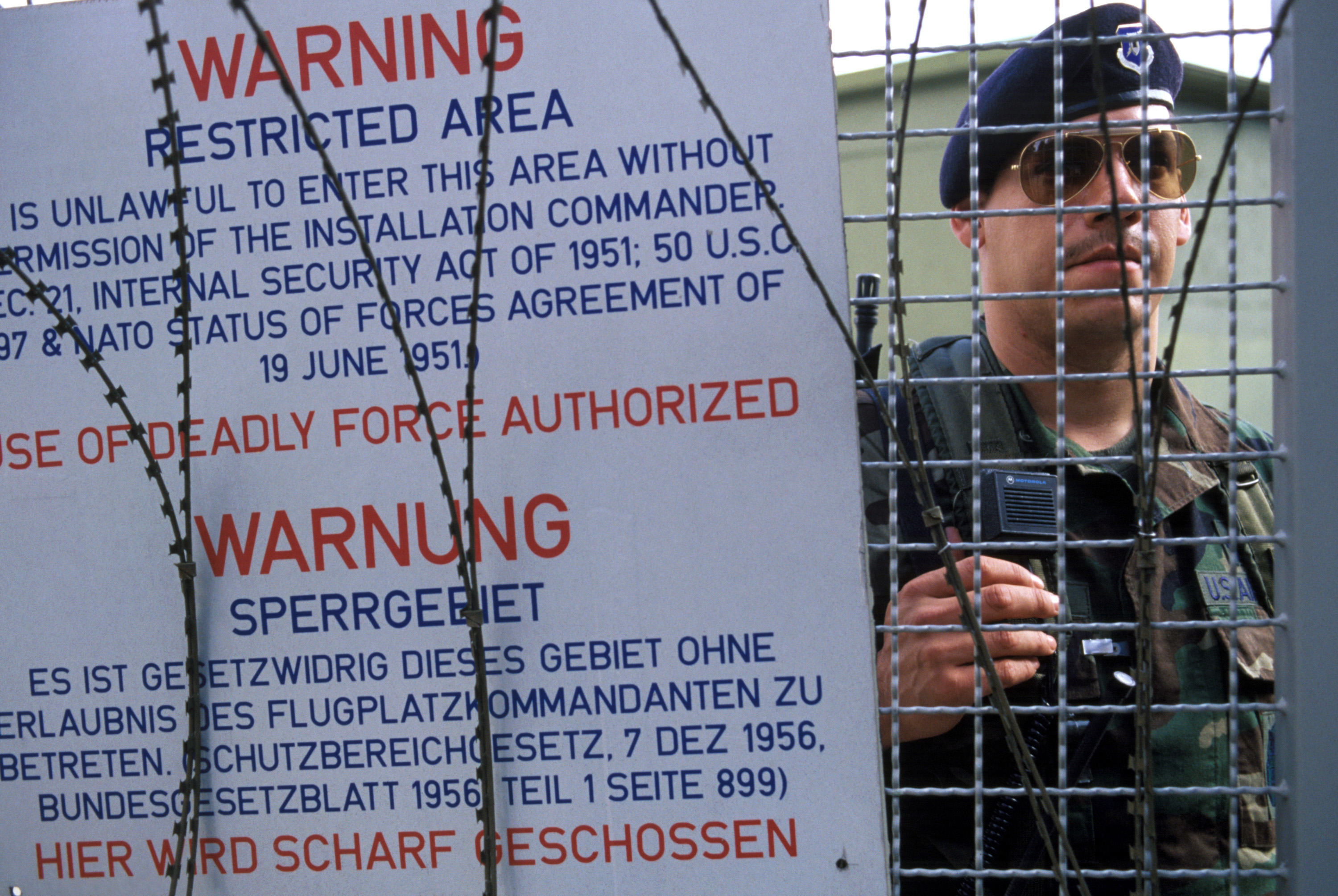
Kennzeichnung der Hahn Air Base als militärischer Sicherheitsbereich mit Androhung des Schusswaffengebrauchs (1986)

Das Gesetz über die Anwendung unmittelbaren Zwanges und die Ausübung besonderer Befugnisse durch Soldaten der Bundeswehr und verbündeter Streitkräfte sowie zivile Wachpersonen (UZwGBw) regelt die Anwendung unmittelbaren Zwangs und die Ausübung besonderer Befugnisse durch Soldaten der Bundeswehr und verbündeter Streitkräfte sowie ziviler Wachpersonen. Für die Vollzugsbeamten des Bundes gilt hingegen das  UZwG.
Es dient als Streitkräftepolizeirecht und wird durch innerdienstliche Weisungen und Dienstvorschriften der Bundeswehr, vor allem durch die Zentrale Dienstvorschrift (ZDv) 14/9, ergänzt. Das UZwGBw soll es der Bundeswehr ermöglichen, sich vor Straftaten gegen die Bundeswehr und Störungen der dienstlichen Tätigkeit zu schützen. Es ist die wichtigste Rechtsgrundlage für Soldaten für die Ausübung von Zwang gegen Privatpersonen und gilt auch im Spannungs- oder Verteidigungsfall unverändert. Rechtsbegriffe, die im Gesetz zur Verwendung kommen, entsprechen denen der Strafprozessordnung und dem allgemeinen Polizeirecht. 

## Gliederung des Gesetzes
Erster Abschnitt: Allgemeine Vorschriften
§ 1 Berechtigte Personen
§ 2 Militärische Bereiche und Sicherheitsbereiche
§ 3 Straftaten gegen die Bundeswehr
Zweiter Abschnitt: Anhalten von Personen, Personenüberprüfung, vorläufige Festnahme, Durchsuchung, Beschlagnahme und Voraussetzungen des unmittelbaren Zwanges
§ 4 Anhalten und Personenüberprüfung
§ 5 Weitere Personenüberprüfung
§ 6 Vorläufige Festnahme
§ 7 Durchsuchung und Beschlagnahme bei Personenüberprüfung
§ 8 Allgemeine Anordnung von Durchsuchungen
§ 9 Voraussetzungen des unmittelbaren Zwanges
Dritter Abschnitt: Anwendung des unmittelbaren Zwanges
§ 10 Einzelmaßnahmen des unmittelbaren Zwanges
§ 11 Androhung der Maßnahmen des unmittelbaren Zwanges
§ 12 Grundsatz der Verhältnismäßigkeit
§ 13 Hilfeleistung für Verletzte
§ 14 Fesselung von Personen
§ 15 Schusswaffengebrauch gegen Personen
§ 16 Besondere Vorschriften für den Schußwaffengebrauch
§ 17 Androhung des Schußwaffengebrauchs
§ 18 Explosivmittel
Vierter Abschnitt: Schlußvorschriften
§ 19 Einschränkung von Grundrechten
§ 20 Entschädigung bei Sperrung sonstiger Örtlichkeiten
§ 21 Inkrafttreten

## Änderungen
Das Gesetz wurde seit seinem Inkrafttreten dreimal geändert:
- Art. 12 G vom 21. Dezember 2007 BGBl. I S. 3198, 3210
- Art. 2 G vom 11. September 1998 BGBl. II S. 2405
- Art. 159 G vom 2. März 1974 BGBl. I S. 469, 582

Mit dem Art. 159 Einführungsgesetz zum Strafgesetzbuch vom 2. März 1974 wurden in § 3 Abs. 1 die Worte „mit Strafe bedrohte Handlungen“ durch das Wort „Straftaten“ und in § 7 Abs. 2 Satz 1 die Worte „ein vorsätzliches Verbrechen oder Vergehen“ durch die Worte „eine vorsätzliche Straftat“ ersetzt.
Die Gesetzesüberschrift wurde durch Art. 2 Nr. 1 des Gesetzes vom 11. September 1998 ohne Abkürzung neu gefasst. Die Abkürzung ist mithin im strengen Sinne nicht mehr amtlich.
Durch Artikel 12 des Gesetzes vom 21. Dezember 2007 wurden in § 7 Abs. 2 Satz 2 die Angaben §§ 96, 97 und 110 durch die Angabe „§§ 96, 97 und 110 Abs. 1 und 2“ (der Strafprozessordnung) ersetzt.